# Cour suprême de Géorgie (pays)
Ne doit pas être confondu avec Cour suprême de Géorgie (États-Unis).
 (octobre 2020).
Si vous disposez d'ouvrages ou d'articles de référence ou si vous connaissez des sites web de qualité traitant du thème abordé ici, merci de compléter l'article en donnant les références utiles à sa vérifiabilité et en les liant à la section « Notes et références ».
La Cour suprême de Géorgie (en géorgien : საქართველოს უზენაესი სასამართლო, romanisé en sak'art'velos ouzenaessi sasamart'lo) représente le tribunal de la plus haute et dernière administration de la justice du pays. Elle est créée en 2005 en tant que tribunal d'instance de cassation et est situé à Tbilissi, la capitale de la Géorgie, dans un bâtiment conçu par Aleksandre Szymkiewicz et construit en 1894.
La Cour suprême supervise l'administration de la justice dans les tribunaux ordinaires. Ses activités sont guidées par les principes de légalité, de caractère collectif, de publicité, d’égalité des parties et de compétitivité, ainsi que d’inamovibilité, d’immunité et d’indépendance des juges.
La Cour suprême de Géorgie examine les demandes relatives aux jugements rendus par les cours d'appel. Elle soutient l'introduction de l'interprétation unifiée de la loi et l'établissement d'une pratique judiciaire commune.
Par la clarification et la comparaison étayées des normes juridiques et en établissant la pratique des tribunaux, la Cour de cassation vise à garantir un fonctionnement rapide et rationalisé du pouvoir judiciaire.
Le contrôle de constitutionnalité est assuré par la Cour constitutionnelle.

## Structure et nomination
La Cour suprême se compose d'au moins 28 juges. Les juges de la Cour sont élus pour un mandat à vie à la majorité du Parlement sur la liste nominative présentée par le Conseil supérieur de la justice (CSJ). Le président de la Cour suprême est également élu par le Parlement sur proposition du CSJ pour un mandat de 10 ans. Une personne qui a déjà occupé le poste ne peut être réélue qu'une fois.
Un juge bénéficie de l'immunité. Les poursuites pénales contre un juge, son arrestation ou sa détention et la perquisition de son domicile, de son lieu de travail, de son véhicule ou de sa personne ne sont autorisées qu'avec l'accord du CSJ, à moins qu'un juge ne soit surpris sur les lieux du crime. À moins que le CSJ n'accepte la détention, le juge détenu doit être libéré immédiatement.
La Cour suprême se compose de plusieurs unités structurelles :
- Chambre des affaires civiles
- Chambre des affaires administratives
- Chambre des affaires pénales
- Grande Chambre
- Le Plénum
- Chambre disciplinaire
- Chambre de qualification.

## Responsabilité des chambres

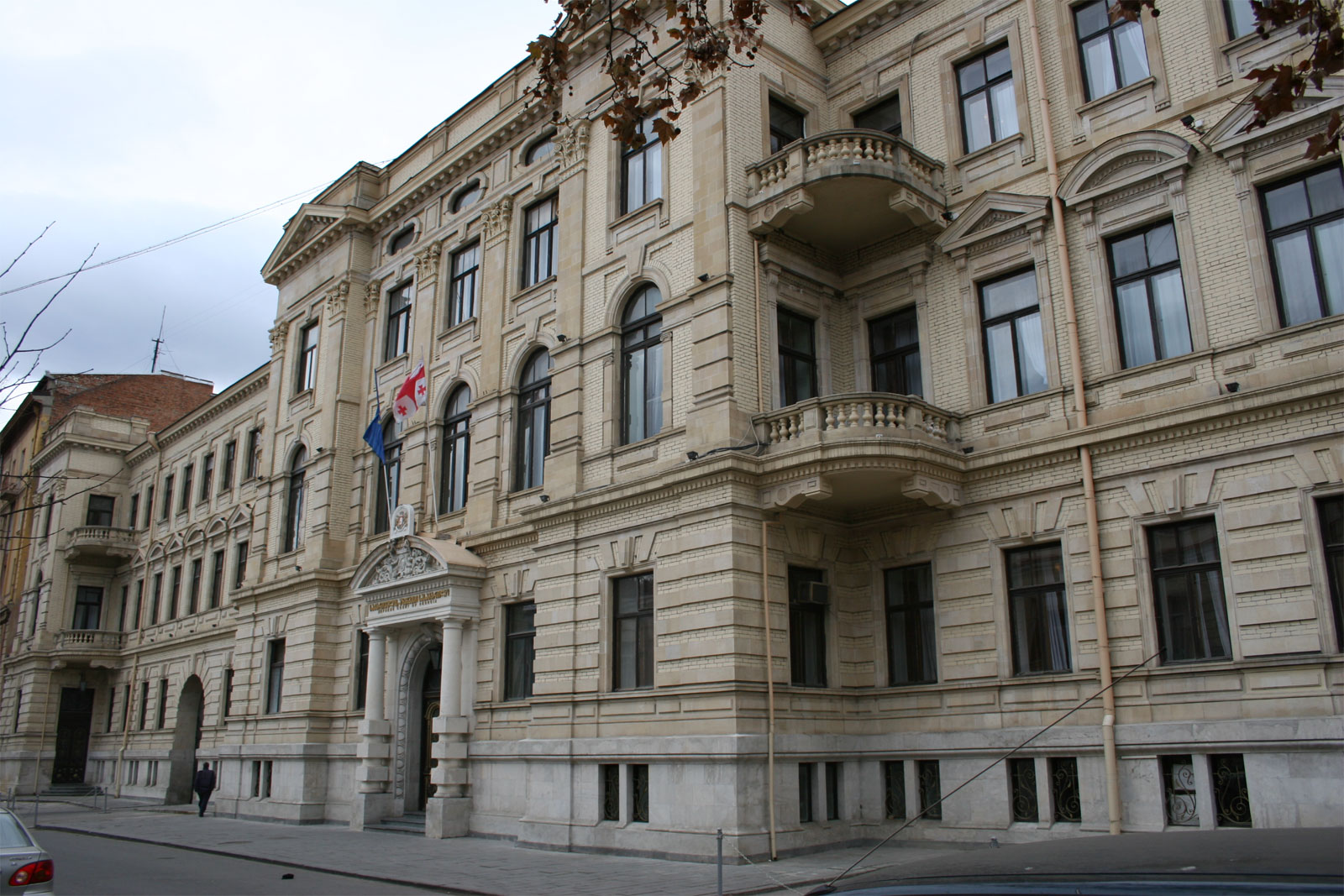
Bâtiment abritant la Cour suprême à Tbilissi.

La Chambre de la Cour suprême examine les demandes en cassation sur les arrêts des cours d'appel déterminés par le droit procédural et d'autres affaires relevant de sa compétence telle que définie par la loi et les règles. Une chambre disciplinaire est établie à la Cour suprême de Géorgie, qui examine les plaintes contre les jugements rendus par le collège disciplinaire des juges des tribunaux communs de Géorgie.
La Chambre examine les affaires collectivement, dans un collège de trois juges. Les arrêts (décisions) de la Chambre de cassation sont définitifs et sans appel.
La grande chambre se compose du président de la Cour suprême, des présidents des chambres et de pas moins de 12 juges élus par le plénum pour un mandat de 2 ans. La Grande Chambre est présidée par le président de la Cour suprême, ou par un président de l'une des chambres de la Cour suprême, comme il l'a désigné.
L'article 16.3 de la loi organique sur les tribunaux communs de Géorgie dispose que la chambre qui examine l'affaire en cassation peut renvoyer une affaire avec un arrêt motivé à la Grande Chambre. La Grande Chambre avec ses 9 juges examine les affaires les plus complexes si :
- l'affaire avec son contenu représente un problème juridique rare ;
- la chambre d'audience ne partage pas l'appréciation juridique déjà faite ni par la chambre de cassation ni par la grande chambre.

## Responsabilités du Plénum
L'article 18 définit la structure et les fonctions du Plenum. Selon la loi, l'Assemblée plénière se compose du président de la Cour suprême, du premier vice-président, des vice-présidents, des juges de la Cour suprême et des présidents des cours d'appel.
Les activités du Plenum sont dirigées par le Président de la Cour suprême de Géorgie. Le Plenum définit le nombre de juges de la Cour suprême et est habilité à résoudre les questions organisationnelles et juridiques relevant de sa compétence.

## Autres activités
Le Plenum de la Cour suprême approuve le règlement du personnel de la Cour suprême proposé par le président de la Cour suprême.
La structure du personnel et les règles de ses activités sont déterminées par le règlement. Le but du personnel est de garantir des activités judiciaires sans entrave. Le personnel du tribunal est dirigé par le président de la Cour suprême. Le chef du personnel, les employés et les autres membres du personnel sont nommés et révoqués par le président de la Cour suprême.
Le personnel suit les unités structurelles suivantes :
- Bureau du président, qui comprend également les médias et les relations publiques ;
- Département commun, qui comprend les chambres et le secrétariat du Collège disciplinaire, le secteur des recours humains et des relations avec les citoyens ;
- Recherche sur la pratique judiciaire et généralisation, qui comprend également les publications périodiques, le secteur de la bibliothèque et le Centre des droits de l'homme ;
- Statistiques judiciaires et généralisation ;
- La finance ;
- Service de la police judiciaire (mandatouri).

Au nom du pouvoir judiciaire, la Cour suprême entretient une coopération étroite et active avec diverses organisations internationales qui apportent une contribution importante au développement et à la promotion de la justice géorgienne. La coopération est menée dans le domaine du développement du système, du renforcement des capacités et de la sensibilisation du public, ce qui de son côté inclut la promotion du pouvoir judiciaire et de ses certains instituts.
La Cour suprême coopère activement avec la coopération technique allemande, le Programme des Nations unies pour le développement, la Mission norvégienne des conseillers en état de droit en Géorgie (NORLAG), l'Agence des États-Unis pour le développement international, le Conseil de l'Europe, le département de la Justice des États-Unis et le programme CE/TAIEX de la Commission européenne.
La transparence et le principe de la publicité représentent des conditions importantes pour la réforme judiciaire. Un institut de juges-président a été mis en place à la Cour suprême ainsi que dans le système des tribunaux communs. Les juges-président permettent au tribunal d'informer le public. Des informations complètes sont publiées sur le site Web de la Cour suprême concernant le système judiciaire, la stratégie de réforme et les droits et libertés fondamentaux des citoyens.
La Cour suprême collabore de manière proactive avec les étudiants. Les autorités judiciaires rencontrent des étudiants pour discuter de la réforme judiciaire et du rôle du pouvoir judiciaire. La Cour suprême soutient divers types d'activités publiques telles que des olympiades pour les étudiants en droit sous forme de procès fictifs.
La Cour suprême organise des ateliers pour les journalistes travaillant dans le domaine de la justice sur le nouveau code de procédure pénale de Géorgie et prépare le « Guide de la Cour » pour informer les journalistes sur les questions de procédure.